# Johann-Gottfried-Boltze-Straße 11,12

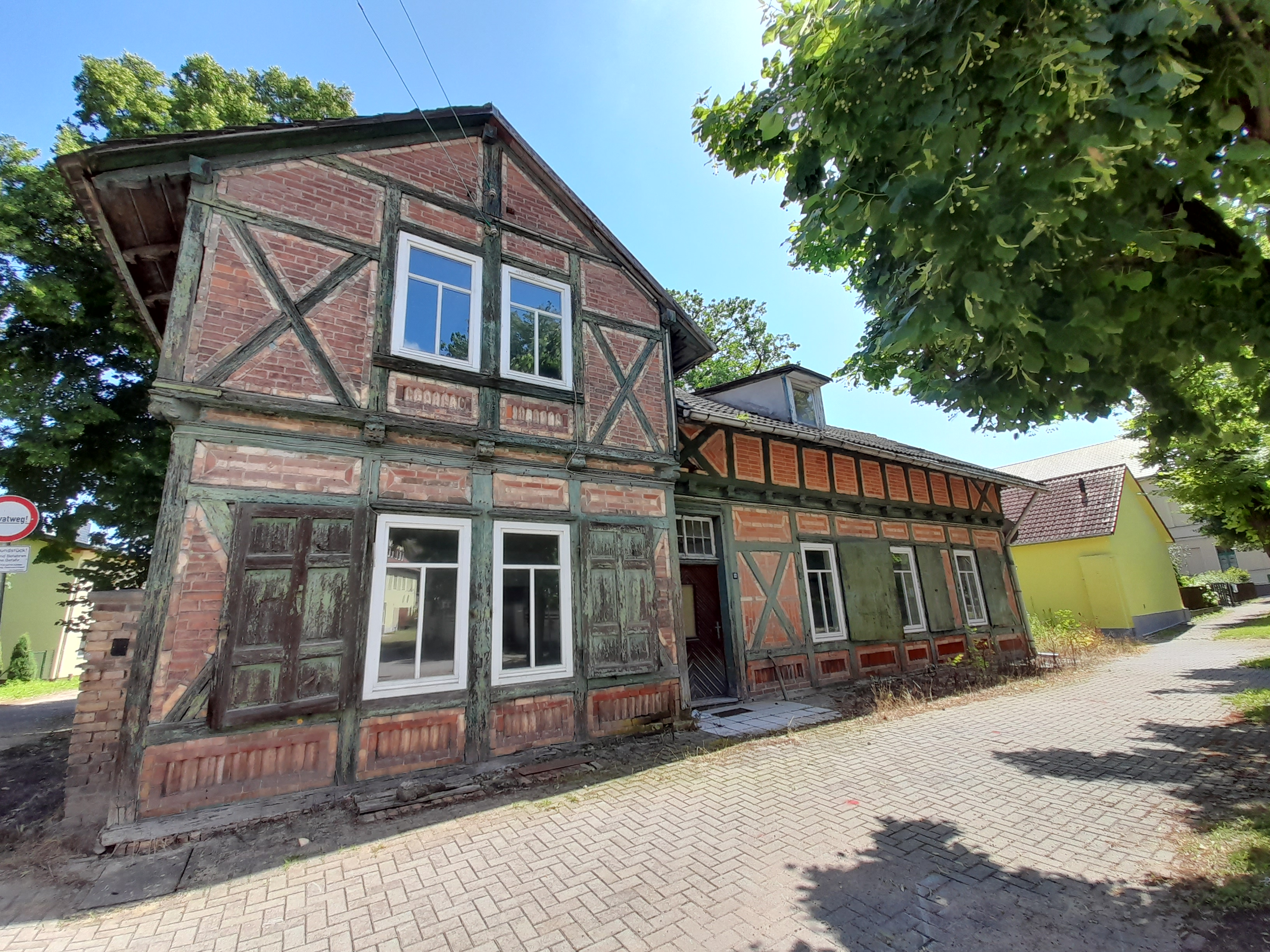
Johann-Gottfried-Boltze-Straße 12

Die Johann-Gottfried-Boltze-Straße 11, 12 sind zwei denkmalgeschützte Gebäude in der Ortsteil Salzmünde der Gemeinde Salzatal in Sachsen-Anhalt. Im örtlichen Denkmalverzeichnis sind die Gebäude unter der Erfassungsnummer 094 55124 als Baudenkmal verzeichnet. Es ist außerdem Teil des Denkmalbereichs mit der Erfassungsnummer 094 76800.

## Hausnummer 12
Der gödewitzer Unternehmer Johann Gottfried Boltze ließ das Gebäude im Jahr 1863 im Zuge der Neuerrichtung der Wassermühle, erbaut von 1861 bis 1863, als Mehlhandlung erbauen. Hier wurden die von der Wassermühle produzierten Mehlsorten verkauft. Aufgrund des noch herrschenden Mühlenzwanges mussten die Bewohner in den umliegenden Dörfern ihr Getreide in der neuerrichteten Wassermühle mahlen lassen. In einem Bericht von 1866 wird beschrieben, dass das Mehl hier bereits nach Gewicht und nicht mehr nach Maß verkauft wurde und das der Preis jede Woche dem Marktpreis angepasst wurde.
Ähnlich wie andere von Boltze und von seinem Schwiegersohn, den aus Brachwitz stammenden Unternehmer, Carl Wentzel erbauten Gebäude, strahlt es seinen eigenen Charme aus und wirkt eher wie ein Gasthaus. 